# Como Ama una Mujer
Como Ama una Mujer (svenska:Hur en kvinna älskar) är det fjärde studioalbumet av den amerikanska sångerskan Jennifer Lopez. Det är det första albumet som är helt på spanska släppt av Jennifer Lopez.

## Låtlista
- 1. "Qué Hiciste" 4:57
- 2. "Me Haces Falta" 3:37
- 3. "Como Ama Una Mujer" 6:01
- 4. "Te Voy A Querer" 4:40
- 5. "Porque Te Marchas" 4:33
- 6. "Por Arriesgarnos" 3:31
- 7. "Tú" You Estéfano 4:10
- 8. "Amarte Es Todo" 4:00
- 9. "Apresúrate" 5:02
- 10. "Sola" 5:17
- 11. "Adiós" 4:09

## Topplistor
| Topplistor (2007)                   | Position | Certifikat | Sålda   |
| ----------------------------------- | -------- | ---------- | ------- |
| Argentina Albumslista               | 3        |            |         |
| Österrike Albumslista               | 10       | Guld       | 15 000  |
| Belgien Albumslista                 | 30       |            |         |
| Kanada Albumslista                  | 50       |            |         |
| Tyskland Albumslista                | 35       |            |         |
| Europeisk Albumslistan              | 3        |            |         |
| Finska Albumslistan                 | 29       |            |         |
| Franska Albumslistan                | 11       | Silver     | 50 000  |
| Grekiska Albumlistan                | 1        | Guld       | 20 000  |
| Italienska Albumslistan             | 2        | Guld       | 70 000  |
| Portugisiska Albumslistan           | 12       | Guld       | 10 000  |
| Polska Albumslistan                 | 9        |            | 7 000   |
| Spanska Albumslistan                | 2        | Platinum   | 80 000  |
| Svenska Albumslistan                | 49       |            |         |
| Turkiska Albumslistan               | 1        |            |         |
| Brittiska Albumslistan              | 131      |            | 15 000+ |
| U.S. Billboard 200                  | 10       | Platinum   | 175 000 |
| U.S. Billboard Top Latin Albums     | 1        | Platinum   | 175 000 |
| U.S. Billboard Top Latin Pop Albums | 1        | Platinum   | 175 000 |
| United World Chart                  | 9        |            | 915 000 |